# Diplectronella jacobsoni
Diplectronella jacobsoni är en nattsländeart som först beskrevs av Georg Ulmer 1909.  Diplectronella jacobsoni ingår i släktet Diplectronella och familjen ryssjenattsländor. Inga underarter finns listade i Catalogue of Life.